# Squeeze
Squeeze es una banda musical británica formada en Londres en 1974. Los dos únicos componentes que permanecen desde el principio ―que también son compositores de la mayoría de canciones―, son el letrista Chris Difford (n. 1954) y el compositor Glenn Tilbrook (n. 1957), ambos guitarristas y cantantes. Se suele clasificar a la banda como new wave.
Además del guitarrista y letrista Difford y el guitarrista y cantante Tilbrook, por la banda han pasado numerosos miembros:
- Jools Holland
- Paul Gunn
- Gilson Lavis
- Harry Kakoulli
- John Bentley
- Paul Carrack
- Don Snow
- Keith Wilkinson
- Chris Holland
- Andy Metcalfe
- Matt Irving
- Steve Nieve
- Bruce Hornsby
- Carol Isaacs
- Pete Thomas
- Aimee Mann
- Andy Newmark
- Kevin Wilkinson
- Hilaire Penda
- Ashley Soan
- Nick Harper
- Jim Kimberley
- Chris Braide.

Entre los que han producido sus discos están John Cale y Elvis Costello.

## Discografía

### Álbumes de estudio
- U.K. Squeeze, marzo de 1978
- Cool for Cats, marzo de 1979
- Argybargy, febrero de 1980
- East Side Story, mayo de 1981
- Sweets from a Stranger, mayo de 1982
- Cosi Fan Tutti Frutti, agosto de 1985
- Babylon and On, septiembre de 1987
- Frank, septiembre de 1989
- Play, agosto de 1991
- Some Fantastic Place, septiembre de 1993
- Ridiculous, noviembre de 1995
- Domino, noviembre de 1998

### EP
- Packet of Three, julio de 1977, noviembre de 1979 (reedición).

### Recopilaciones y directos
- Singles - 45's and Under (recopilatorio), noviembre de 1982
- Classics, Vol. 25 (recopilatorio), 1987
- A Round and a Bout (en vivo), marzo de 1990
- Greatest Hits (recopilatorio), abril de 1992
- Piccadilly Collection (recopilatorio), agosto de 1996
- Excess Moderation (recopilatorio), noviembre de 1996
- Six of One... (caja), octubre de 1997
- Master Series (recopilatorio), noviembre de 1998
- Live at the Royal Albert Hall (en vivo), 1999
- Up the Junction (recopilatorio), agosto de 2000
- Big Squeeze: the Very Best of Squeeze (recopilatorio), junio de 2002
- The Squeeze Story (recopilatorio), junio de 2006
- Essential Squeeze (recopilatorio), abril de 2007

### Sencillos
| Año  | Título                             | Posición en las listas | Posición en las listas | Posición en las listas | Álbum                       |
| Año  | Título                             | UK Singles Chart       | US Hot 100             | US Mainstream Rock     | Álbum                       |
| ---- | ---------------------------------- | ---------------------- | ---------------------- | ---------------------- | --------------------------- |
| 1978 | "Take me, I'm yours"               | #19                    | -                      | -                      | U.K. Squeeze                |
| 1978 | "Bang Bang"                        | #49                    | -                      | -                      | U.K. Squeeze                |
| 1978 | "Goodbye Girl"                     | #63                    | -                      | -                      | Cool for Cats               |
| 1979 | "Cool for Cats"                    | #2                     | -                      | -                      | Cool for Cats               |
| 1979 | "Up the Junction"                  | #2                     | -                      | -                      | Cool for Cats               |
| 1979 | "Slap and Tickle"                  | #24                    | -                      | -                      | Cool for Cats               |
| 1979 | "Christmas Day"                    | -                      | -                      | -                      | -                           |
| 1980 | "Another Nail In My Heart"         | #17                    | -                      | -                      | Argybargy                   |
| 1980 | "If I Didn't Love You"             | -                      | -                      | -                      | Argybargy                   |
| 1980 | "Pulling Mussels (From the Shell)" | #44                    | -                      | #97                    | Argybargy                   |
| 1980 | "Farfisa Beat"                     | -                      | -                      | -                      | Argybargy                   |
| 1981 | "Is That Love"                     | #35                    | -                      | -                      | East Side Story             |
| 1981 | "Tempted"                          | #41                    | #49                    | #8                     | East Side Story             |
| 1981 | "Labelled With Love"               | #4                     | -                      | -                      | East Side Story             |
| 1981 | "Messed Around"                    | -                      | -                      | -                      | East Side Story             |
| 1982 | "Black Coffee in Bed"              | #51                    | -                      | -                      | Sweets From a Stranger      |
| 1982 | "When the Hangover Strikes"        | -                      | -                      | -                      | Sweets From a Stranger      |
| 1982 | "I've Returned"                    | -                      | -                      | -                      | Sweets From a Stranger      |
| 1982 | "Annie Get Your Gun"               | #43                    | -                      | -                      | Annie Get Your Gun [Single] |
| 1985 | "Last Time Forever"                | #45                    | -                      | -                      | Cosi Fan Tutti Frutti       |
| 1985 | "No Place Like Home"               | -                      | -                      | -                      | Cosi Fan Tutti Frutti       |
| 1985 | "Hits of the Year"                 | -                      | -                      | -                      | Cosi Fan Tutti Frutti       |
| 1985 | "Heartbreaking World"              | -                      | -                      | -                      | Cosi Fan Tutti Frutti       |
| 1985 | "By Your Side"                     | -                      | -                      | -                      | Cosi Fan Tutti Frutti       |
| 1986 | "King George Street"               | -                      | -                      | -                      | Cosí Fan Tutti Frutti       |
| 1987 | "Hourglass"                        | #16                    | #15                    | -                      | Babylon and On              |
| 1987 | "Trust Me To Open My Mouth"        | #72                    | -                      | -                      | Babylon and On              |
| 1987 | "The Waiting Game"                 | -                      | -                      | -                      | Babylon and On              |
| 1988 | "853-5937"                         | -                      | #32                    | -                      | Babylon and On              |
| 1988 | "Footprints"                       | -                      | -                      | -                      | Babylon and On              |
| 1989 | "If It's Love"                     | -                      | -                      | #7                     | Frank                       |
| 1990 | "Love Circles"                     | -                      | -                      | -                      | Frank                       |
| 1990 | "Annie Get Your Gun (live)"        | -                      | -                      | -                      | A Round & A Bout            |
| 1991 | "Sunday Street"                    | -                      | -                      | -                      | Play                        |
| 1991 | "Satisfied"                        | -                      | -                      | #3                     | Play                        |
| 1991 | "Crying In My Sleep"               | -                      | -                      | #14                    | Play                        |
| 1993 | "Third Rail"                       | #39                    | -                      | -                      | Some Fantastic Place        |
| 1993 | "Everything In The World"          | -                      | -                      | #9                     | Some Fantastic Place        |
| 1993 | "Some Fantastic Place"             | #73                    | -                      | -                      | Some Fantastic Place        |
| 1993 | "Loving You Tonight"               | -                      | -                      | -                      | Some Fantastic Place        |
| 1994 | "It's Over"                        | -                      | -                      | -                      | Some Fantastic Place        |
| 1995 | "This Summer"                      | #36                    | -                      | -                      | Ridiculous                  |
| 1995 | "Electric Trains"                  | #44                    | -                      | -                      | Ridiculous                  |
| 1996 | "Heaven Knows"                     | #27                    | -                      | -                      | Ridiculous                  |
| 1996 | "This Summer (remix)"              | #32                    | -                      | -                      | Ridiculous                  |
| 1998 | "Down in the Valley"               | -                      | -                      | -                      | -                           |